# Lokoja
Lokoja je glavni grad nigerijske savezne države Kogi. Riječna je luka na rijeci Niger. U blizini grada se rijeka Benue ulijeva u Niger.
Grad je 1841. osnovao škotski istraživač William Balfour Baikie.
Prema popisu iz 1991., Lokoja ima 39.529 stanovnika. Zbog velikog vremenskog odmaka od ovog popisa, procjenjuje se da stvarni broj stanovnika prelazi 100.000.